# Rijksvaarweg
Een rijksvaarweg is in Nederland een kanaal of rivier die aangelegd en onderhouden c.q. onderhouden wordt door Rijkswaterstaat in opdracht van de rijksoverheid. Ook de sluizen in deze vaarwegen worden geëxploiteerd en onderhouden door Rijkswaterstaat.
Niet alle hoofdvaarwegen zijn Rijksvaarwegen, de kanalen in Groningen en Friesland (het Eemskanaal en Van Starkenborghkanaal) en de Gouwe in Zuid-Holland zijn in beheer bij de provincie, het Hartelkanaal is in beheer bij de gemeente Rotterdam en het Binnen-IJ is in beheer bij de gemeente Amsterdam.

## Enkele rijksvaarwegen
- Amsterdam-Rijnkanaal
- Boven-Rijn en Waal
- Julianakanaal
- Kanaal Gent-Terneuzen (tot aan de grens met België)
- Maas
- Maas-Waalkanaal
- Nederrijn en Lek
- Nieuwe Waterweg
- Noordzeekanaal
- Twentekanalen
- Zuid-Willemsvaart